# Ветровка (одежда)

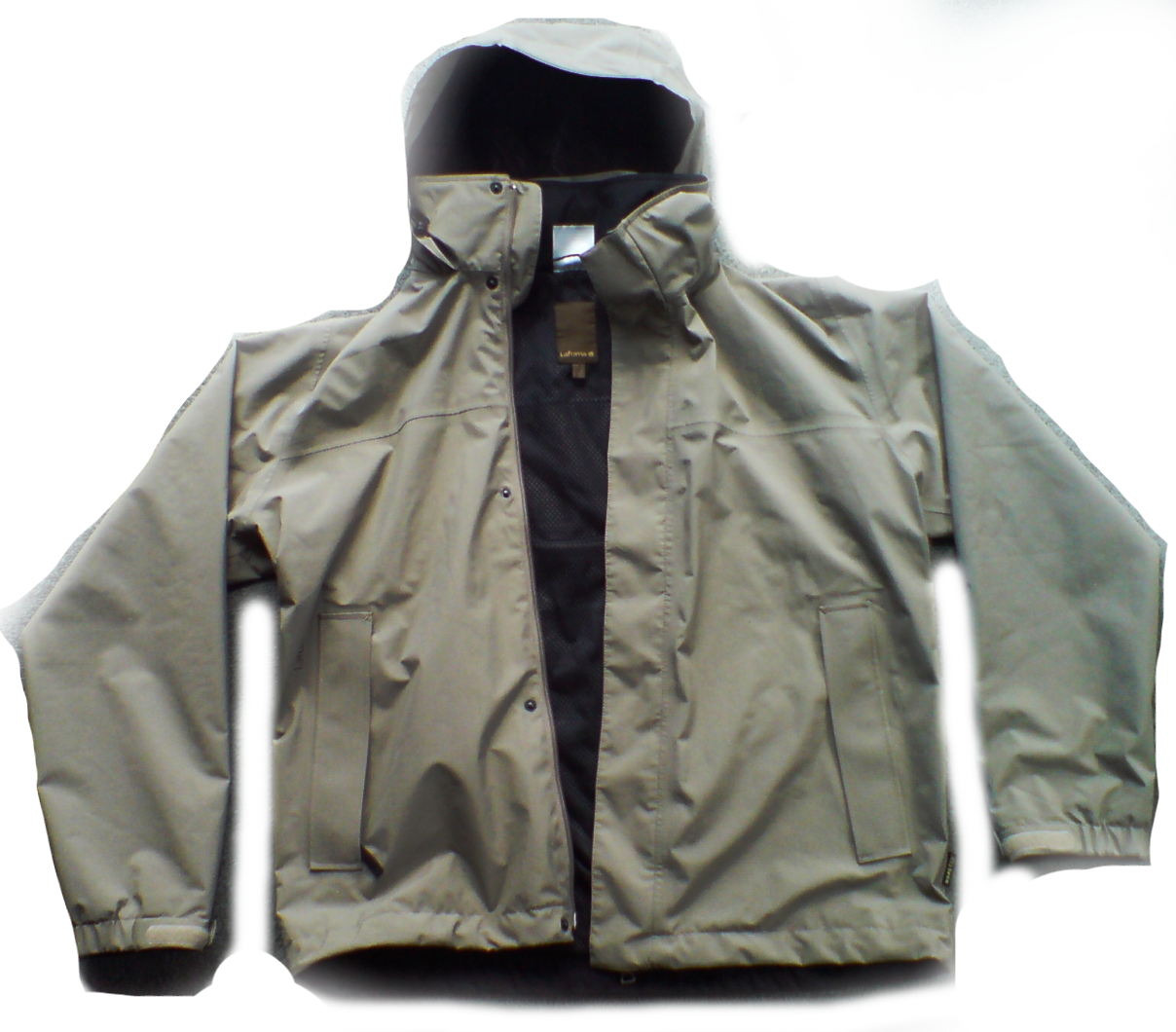
Ветровка с капюшоном

Ветровка (англ. windbreaker, также windcheater, дословно — «обманщик ветра») — верхняя одежда, разновидность куртки, предназначенная для защиты от ветра и лёгкого дождя и обладает достаточной воздухо- и водонепроницаемостью. Обычно снабжается застёжкой-молнией и имеет резинку вокруг талии и на концах рукавов.

## Особенности
Обычные куртки или пальто могут иметь в качестве подкладки ветровку, которую можно снять при желании. В некоторых ветровках имеется лёгкий капюшон, который компактно складывается в воротник, либо может быть съёмным. Многие ветровки имеют большие внутренние и внешние карманы.
Ветровки в основном носят в теплое время года, когда ожидается ветер или дождь, или как слой одежды в холодное время года. Яркие ветровки могут носить и бегуны в качестве защиты от непогоды или в качестве отражающей одежды для безопасности. Исследование, проведенное в 2012 году, показало, что использование ветровок и курток снижает риск переохлаждения, когда человек испытывает неожиданно низкие температуры.
Благодаря своим характеристикам ветровки могут использоваться для походов в летний сезон.

## Виды
Ветровки могут делиться на:
- пуховые
- спортивные
- анораки (инуитского происхождения)
- K-way[фр.] (водонепроницаемая куртка из нейлона и ПВХ)